# Полтавка (Мартуцький район)
Полта́вка (каз. Полтавка) — село у складі Мартуцького району Актюбінської області Казахстану. Входить до складу Байторисайського сільського округу.
Населення — 319 осіб (2021; 478 у 2009, 546 у 1999, 569 у 1989).